# NESARA
NESARA (acronimo di National Economic Security and Recovery Act) identifica un insieme di riforme economiche proposte negli anni 1990  da Harvey Francis Barnard e rivolte al governo degli Stati Uniti d'America.
Le proposte avanzate da Barnard, che includevano la sostituzione dell'imposta sul reddito con un'imposta nazionale sulle vendite, l'abolizione dell'interesse composto sui prestiti garantiti e il ritorno a una valuta bimetallica, avrebbero determinato un'inflazione dello 0% e un'economia più stabile. Le proposte non furono mai presentate davanti al Congresso.
La vicenda è diventata oggetto di una teoria del complotto nonché collegata alla setta "Dove of Oneness", fondata da Shaini Candace Goodwin, la quale affermò che l'atto sarebbe stato effettivamente approvato con disposizioni aggiuntive come National Economic Security and Reformation Act, e poi soppressa durante la presidenza di George W. Bush e dalla Corte Suprema. Le e-mail delle teorie di Goodwin sono state tradotte in diverse lingue e hanno un ampio seguito online, negli USA e nei Paesi Bassi.